# Jiří Šoler
Jiří Šoler (20. dubna 1947 – 2018) je bývalý český politik, v 90. letech 20. století poslanec České národní rady a Poslanecké sněmovny za SPR-RSČ, později za Liberálně sociální unii a Českomoravskou unii středu, pak člen různých mimoparlamentních radikálně pravicových formací.

## Biografie
Vystudoval Matematicko-fyzikální fakultu Univerzity Karlovy. Nastoupil pak na pozici vědeckého stipendisty do Ústavu makromolekulární chemie ČSAV. Čelil podle svých slov kádrovým problémům, protože odmítl vstup do KSČ. Přešel proto od roku 1976 na profesi programátora, kterou vykonával i počátkem 21. století. Vystřídal několik zaměstnavatelů, specializuje se na tvorbu složitých dialogových aplikací pod MS Visul C++ (MFC), práci s databází Oracle pomocí jazyka ProC a tvorbu telekomunikačních aplikací pod Windows i Unixem. Bytem se uvádí Praha-Zbraslav.
Ve volbách v roce 1992 byl zvolen do ČNR, jako poslanec za Sdružení pro republiku - Republikánskou stranu Československa (volební obvod Středočeský kraj). Zasedal ve výboru pro veřejnou správu, regionální rozvoj a životní prostředí.
Po vzniku samostatné České republiky v lednu 1993 se ČNR transformovala na Poslaneckou sněmovnu Parlamentu České republiky. V ní zasedal do voleb v roce 1996. Zpočátku byl loajální členem republikánské strany. Počátkem roku 1993 se zapojil do série projevů SPR-RSČ při volbě prezidenta České republiky. Pronesl tehdy, že Václava Havla by nevolil, stejně jako by nevolil Adolfa Eichmanna. Za tyto výroky čelil disciplinárnímu řízení. V říjnu 1993 pak komentoval stávající politický systém Česka následovně: „pokud jeden gangster stojí v čele státu, druhý ovládá vnitro....“ Poslanecký klub SPR-RSČ opustil v červnu 1994 s odůvodněním, že klub nepracuje řádně. Byl pak členem poslaneckého klubu LSU a s ní pak od prosince 1994 přešel do klubu ČMUS. Od srpna 1995 zasedal ve sněmovně jako nezařazený poslanec. Ve sněmovně také v roce 1996 interpeloval předsedu vlády na téma „postavení politických udavačů v ústředních orgánech“.
V srpnu 1995 se podílel na založení nového politického subjektu Vlastenecká republikánská strana (VRS), která vznikla transformací politického subjektu Národně demokratická jednota. Nová strana se ale okamžitě dostala do vnitřních sporů. Bývalí republikánští poslanci, kteří do ní vstoupili, odmítli plán předáka původní Národně demokratické jednoty na fúzi s Klubem angažovaných nestraníků a dalšími pravicovými stranami, protože v tom spatřovali předstupeň k integraci s ODS. Bývalí předáci NDJ zase odmítali uznat výsledky sněmu, na němž byla jejich strana proměněna na VRS. V rámci VRS byl Šoler zvolen členem jejího předsednictva.
V sněmovních volbách v roce 1996 chtěl kandidovat za Celostátní aktiv občanů, ale ten nezaplatil kauci, takže mu nebyly vytištěny hlasovací lístky. V září 1996 Šoler odstoupil z funkce tajemníka Vlastenecké republikánské strany. V sněmovních volbách v roce 2002 neúspěšně kandidoval za Národní demokratickou stranu, na jejíž činnosti se podíleli i další bývalí republikáni. V roce 2003 se zmiňuje jako člen předsednictva formace Národní sjednocení. O rok později je uváděn již coby bývalý člen předsednictva této strany. V té době byl již aktivní v politickém subjektu České hnutí za národní jednotu.
V komunálních volbách roku 2002 neúspěšně kandidoval do zastupitelstva města Praha jako bezpartijní. Profesně je zmiňován coby programátor. Ke konci života se angažoval v hnutí Svoboda a přímá demokracie.
Zemřel roku 2018. Jeho popel byl rozprášen na hřbitově na pražské Zbraslavi.